# Manuel Bohórquez
Manuel Bohórquez Casado es un periodista, locutor de radio, escritor y crítico de flamenco español, nacido en Arahal, localidad de la provincia de Sevilla, en 1958. Es crítico de flamenco en el diario, El Correo de Andalucía y a través de su blog "La Gazapera". En 2010 recibió el Premio Nacional de Flamencología por parte de la Cátedra de Flamencología de Jerez.  

## Biografía
Manuel Bohorquez es el crítico de flamenco en El Correo de Andalucía desde el año 1983.  Ha escrito numerosos libros sobre Flamenco, algunos de ellos son: "La Sonanta", "El Carbonerillo", "Manuel Escacena, viaje a la memoria de un cantaor sevillano", "La Niña de los Peines, en la casa de los Pavón", "Grandes clásicos del cante flamenco", "A Palo Seco", "Tomás Pavón, el Príncipe de la Alameda", "Manuel Gerena, La voz prohibida" o "Vida y muerte de El Canario de Álora". En la actualidad también publica en Internet a través de su blog "La Gazapera", perteneciente a El Correo de Andalucía. Ha realizado conferencias sobre Flamenco en diferentes ciudades españolas y en europeas como Berlín, Ginebra, Bruselas y el Festival de Mont de Martsan. 
Escribe sus primeros artículos con dieciocho  años en la histórica revista "Sevilla Flamenca", una publicación muy popular en su época que ha empezado a publicarse de nuevo en 2009. En 1981 funda en Antena 3  Radio, con Bernardo Gómez de Sisto, el programa "Lo Nuestro", de gran éxito en Sevilla. En 1983, en Radio Aljarafe, crea como director el programa "El duende y el Tárab", que estuvo doce años en antena y sirvió para cambiar en la capital andaluza el esquema de los programas flamencos de radio para aficionar a miles de jóvenes a esta música
En 1983 entra a formar parte de El Correo de Andalucía  como crítico de flamenco, en donde también ha trabajado como redactor y columnista de televisión. 
En aquella década también creó un grupo con el objetivo de promocionar a artistas jóvenes o nóveles en el flamenco; intérpretes como Marcelo Sousa, José Parrondo y Antonio Carrión (Guitarrista) entre otros, fueron integrantes del conjunto, que actuó en peñas y festivales con el nombre de “Nuevos Tallos”.
En 1989 trabaja en Televisión Española como guionista y reportero en el programa "La Música de los Flamencos", de Romualdo Molina y Miguel Espín. En 1992 publica su primer libro, La Sonanta, sobre la vida de Fernando el de Triana. Ha publicado numerosos libros, recibiendo el premio al mejor libro flamenco del año de la revista "Flamenco Hoy" en 2000 por "La Niña de los Peines, en la casa de los Pavón". Con El Correo de Andalucía, Manuel Bohorquez publicó en 2002, Clásicos del Cante Flamenco, libro y colección de CD,s que obtuvieron unas ventas de 12.000 copias.
Como reconocimiento a su labor como crítico e investigador flamenco, en 2010 recibió el Premio Nacional de Flamencología por parte de la Cátedra de Flamencología de Jerez. Desde octubre de 2011  año dirige La Gazapera, su blog de El Correo de Andalucía, el cual ha tenido gran éxito en todo el mundo, con más de 400.00 visitas desde su creación, nominado por la revista digital Tertulia Andaluza como mejor blog de flamenco, siendo también de los más leídos de Andalucía en materia general.